# Рода ЮК Керкраде
Спортверенигинг Рода Юлиана Комбинати Керкраде (на нидерландски: Sportvereniging Roda Juliana Combinatie Kerkrade, кратка форма Рода) е нидерландски футболен отбор от град Керкраде. Създаден е на 27 юни 1962 г. Играе мачовете си на стадион Паркстад Лимбьорг с капацитет от 19 979 зрители. Цветовете на отбора са жълто и черно.

## Срещи с български отбори
През сезон 1988-89 г. в два четвъртфинални мача в турнира на носителите на купи „Рода“ се среща с българския ЦСКА. Първата среща в София завършва 2-1 за ЦСКА. Реванша в Керкраде завършва 2-1 за „Рода“. След последвалите изпълнения на дузпи ЦСКА побеждава с 4-3.

## Успехи
- Първи клас (до 1955) / Висша дивизия (след 1956)-Ередивиси:
  -  Шампион (1): 1955/56 (като „Рапид“)
    -  Сребърен медал (2): 1958/59, 1994/95
- Ерстедивиси: (Първа дивизия)
  -  Шампион (1): 1972–73
- Купа на Нидерландия:
  -  Носител (2): 1996–97, 1999–2000
    -  Финалист (2): 1976, 1988, 1992, 2008

## Български футболисти
- Симеон Райков: 2017 (2 мача - 0 гола)